# Бобильов Дмитро Костянтинович
Бобильов Дмитро Костянтинович ( 23 листопада 1842 - 5 березня 1917 ) - фізик Російської імперії; заслужений професор механіки в Санкт-Петербурзькому університеті .

## Біографія
Народився 23 листопада 1842 року в селі Печеніги Харківської губернії .
Його батько, генерал-майор, віддав дев'ятирічного сина в 1-й кадетський корпус, закінчив курс у 1860 році і був випущений у Павловський лейб-гвардії полк прапорщиком, з відрядженням до Михайлівської артилерійської академії. Після закінчення академічного курсу в 1862 року вступив на службу в гвардійську кінну артилерію, де й перебував до 1864 року.
Дмитро Бобильов проявляв надзвичайні здібності  до точних наук, любов з занять математичними науками привела його до аудиторії Санкт-Петербурзького університету, де він, витримавши в 1866 році випробування з повного курсу середнього навчального закладу в колишній 7-й Санкт-Петербурзькій гімназії, що стала пізніше 1-м реальним училищем і отримавши атестат. 1866—1867 роках як сторонній слухач відвідував лекції математики та фізики. В університеті найбільшу перевагу він віддавав фізиці та механіці і після складання іспиту на ступінь кандидата в 1867 був залишений при університеті для приготування до професорського звання.
У 1870 році він захистив pro venia legendi перший із самостійних творів — «Поляризуючі призми», після цього був допущений у 1871 році до викладання як приват-доцент курсу вчення про теплоту студентам IV курсу природного відділення фізико-математичного відділення Петербурзького університету. У тому ж році він був запрошений викладати фізику в інституті інженерів шляхів сполучення (професор з 1878 по 1908 роки), а в 1872/1873 навчальному році читав лекції фізики слухачкам жіночого курсу для освіти вчених акушерок (при медико-хірургічній академії ). Фізичне суспільство, що утворилося при Санкт-Петербурзькому університеті, якого членом був і  Бобильов, обрало його своїм діловодом; він перебував на цій посаді протягом п'яти років, але відмовився від неї в 1877 році через професійну зайнятість.
У 1873 році Дмитро Костянтинович Бобильов отримав вчений ступінь магістра фізики, захистивши дисертацію «Про розсіювання електрики в газах» та «Про розподіл електрики на двох кулях» . Як фізик, Бобильов займався не тільки теоретичною, а й експериментальною частиною науки; як математик, він відчував прагнення до занять теоретичною механікою .
Факультет, віддаючи належне його широким знанням з цієї науки, обрав Д. К. Бобильова в 1876 доцентом з механіки, кафедру якої залишив через хворобу І. І. Сомов ; проте тема його докторської дисертації «Дослідження про розподіл статичної електрики поверхнею провідників, що з різнорідних частин» належить до математичної фізики . В Інституті шляхів сполучення, що звільнилася після смерті Є. І. Золотарьова, кафедра теоретичної механіки була запропонована в 1878 Д. К. Бобильову. У тому ж році він був обраний в екстраординарні професори університету, а в 1886 затверджений ординарним професором .
Д.  Бобильов був членом Російського фізико-хімічного товариства, дійсним членом Московського математичного товариства та Санкт-Петербурзького математичного товариства, членом-кореспондентом Харківського математичного товариства та членом Société Française de Physique у Парижі . Член-кореспондент Петербурзької академії наук із 1896 року.

Наукові досягнення Д.. Бобильова були визнані у пресі і в Російській імперії, і в Німеччині (обговорення Жуковського, Герлаха, Гікса (Hieks) та ін.). Автори даних відгуків особливо відзначають дві заслуги Д. Бобильова: він отримав диференціальне рівняння другого порядку, якому має задовольняти тиск рідини (те ж зробив Ліпшиц, але в 1874 р. - отже, пізніше Бобильова), показав, що в рідині що володіє тертям, втрата кінетичної енергії сили дорівнює добутку коефіцієнта внутрішнього тертя на суму кутових швидкостей всіх елементів рідини. У замітці № 14 наведеного нижче списку Бобильов у своєму дослідженні тиску потоку на клин застосував метод, даний Кірхгофом, але зробив додаток, який дав можливість довести рішення до кінця. Крім різних спеціальних питань в галузі механіки, предметом занять Д. Бобильова було виклад теоретичної механіки як у лекціях, і у надрукованих творах — на користь його слухачам університеті та Інституті шляхів сполучення. Із колишніх слухачів його двоє читали лекції в університетах: О. М. Ляпунов у Харкові та І.І. Ст. Мещерський - У Санкт-Петербурзі . Деякі праці Д. Бобильова перекладені іноземними мовами.Один из его учеников, С. Каблуков, в своём дневнике отмечал:

Я был его учеником — по долгу совести свидетельствую, что лектор он был вовсе негодный — бормотал так, что было слышно лишь ему самому, писал мелом на доске довольно сложные формулы совершенно не ясно и неразборчиво, постоянно путаясь и сбиваясь. Слушать его лекции было истинной мукою, и таких мучеников у него на лекциях было весьма немного. Его учебные курсы, печатные, отличаются чрезвычайно тяжелыми выводами и странными обозначениями: он пользовался славянским, готским и санскритскими алфавитами наравне с латинским и греческим.
— Дневник Сергея Платоновича Каблукова. Год 1917 // Литературоведческий журнал. — 2009. — № 24. — С. 138—234.

С. 138—234.
Помер 6 березня 1917 року.